# Státní národní rada (Polsko)

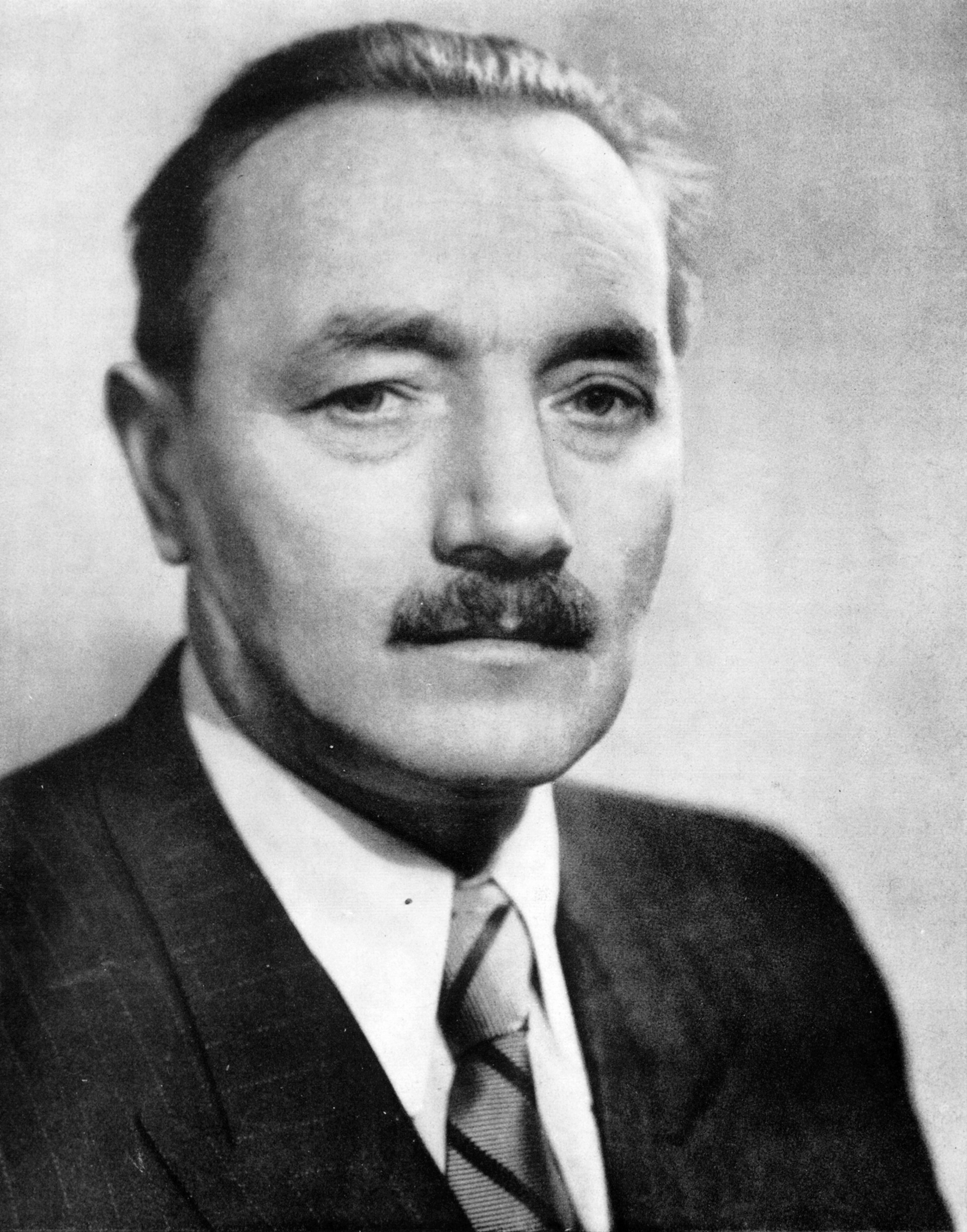
Bolesław Bierut, první představitel Státní národní rady.

Státní národní rada (polsky Krajowa Rada Narodowa) byl politický orgán, který vznikl během druhé světové války z iniciativy Polské dělnické strany. Státní národní rada se sama definovala jako "faktická reprezentace polského národa, pověřená k vystupování ve jménu národa a jeho správy do doby osvobzení od okupace." Byla orgánem potřebným pro vznik komunistického režimu v Polsku.
Prvním představitelem Státní národní rady se stal Bolesław Bierut.
Manifest Státní národní rady předpokládal návrat dočasné vlády ze SSSR do Polska po osvobození země a vybudování rad na všech úrovních fungování státu podle vzoru Sovětského svazu. Lokální rady se měly zabývat správou na jednotlivých místech země, zatímco Státní rada se měla zabývat otázkami celostátního charakteru.
Státní národní rada vznikla z iniciativy Władysława Gomułky bez souhlasu s politickým vedením v Moskvě. Později však Sověti akceptovali vznik Státní národní rady jako samostatného orgánu, který měl dle Gomułky být alternativou k exilové vládě v Londýně a Polskému podzemnímu státu. Státní národní rada zastupovala zájmy především Polské dělnické strany a dalších organizací, které jí byly ideově blízké.